# Mashpee Neck
Mashpee Neck es un lugar designado por el censo ubicado en el condado de Barnstable en el estado estadounidense de Massachusetts. En el Censo de 2010 tenía una población de 1000 habitantes y una densidad poblacional de 265,91 personas por km².

## Geografía
Mashpee Neck se encuentra ubicado en las coordenadas 41°36′46″N 70°28′5″O / 41.61278, -70.46806. Según la Oficina del Censo de los Estados Unidos, Mashpee Neck tiene una superficie total de 3.76 km², de la cual 3.28 km² corresponden a tierra firme y (12.81%) 0.48 km² es agua.

## Demografía
Según el censo de 2010, había 1000 personas residiendo en Mashpee Neck. La densidad de población era de 265,91 hab./km². De los 1000 habitantes, Mashpee Neck estaba compuesto por el 92.2% blancos, el 1.9% eran afroamericanos, el 2.6% eran amerindios, el 1% eran asiáticos, el 0% eran isleños del Pacífico, el 0.5% eran de otras razas y el 1.8% pertenecían a dos o más razas. Del total de la población el 1.6% eran hispanos o latinos de cualquier raza.